# 조기호
조기호(1938년 ~ 2025년 1월 27일)은 대한민국의 시인이다.

## 학력
- 전북대학교 (국문학 / 학사)

## 수상
- 2015년 제3회 전주문학상
- 2015년 제7회 한송문학상
- 2014년 제22회 목정문화상 문학부문

## 경력
- 전북시인협회 고문
- 한국문인협회 전북지회 이사
- 전주문인협회 회장